# مجلس النواب البحريني 2018
مجلس النواب البحريني 2018 (الفصل التشريعي الخامس) من 12 ديسمبر 2018 حتى 12 ديسمبر 2022  أجريت انتخابات المجلس على جولتين الجولة الأولى في يوم السبت 24 نوفمبر 2018 وجولة الأعادة في يوم السبت 1 ديسمبر 2018 في الدوائر الأنتخابية التي يحسم فيها الفائزين لعدم تحقق الأغلبية المطلقة للأصوات. وأنتخب المجلس في جلسته الأولى التي عقدت يوم الأربعاء 12 ديسمبر 2018 فوزية عبدالله زينل رئيسة للمجلس وعبدالنبي سلمان أحمد نائباً أول للرئيسة وعلي أحمد زايد نائباً ثانياً للرئيسة.

## انتخابات مجلس النواب
في يوم الإثنين 10 سبتمبر 2018 أصدر صاحب الجلالة الملك حمد بن عيسى آل خليفة ملك مملكة البحرين أمر ملكي بتحديد يوم السبت 24 نوفمبر 2018 موعداً للانتخابات النيابية وكما حدد الأمر الملكي يوم السبت 1 ديسمبر 2018 موعداً لأعادة الأنتخاب في حال عدم التمكن من حسم الفائزين لعدم تحقق الأغلبية المطلقة للأصوات في الجولة الأولى للانتخابات ، وكما نص الأمر الملكي بفتح باب الترشح للانتخابات خلال الفترة 17 - 21 أكتوبر 2018 حيث بلغ عدد المرشحين للانتخابات 290 مرشح من مختلف الدوائر الانتخابية.
وفي يوم السبت 24 نوفمبر 2018 أجريت الجولة الأولى للانتخابات وأعلن في مساء نفس اليوم بعد أغلاق صناديق الأقتراع وفرز الأصوات نتائج هذه الجولة حيث فاز 9 مرشحين في هذه الجولة بعضوية المجلس ولم يتم حسم الفائزين في بقية الدوائر الأنتخابية لعدم تحقق الأغلبية المطلقة للأصوات بين المرشحين الحاصلين على المركز الأول والثاني حيث أجريت في يوم السبت 1 ديسمبر 2018 جولة الإعادة بين المرشحين الحاصلين على المركز الأول والثاني في الدوائر الانتخابية التي لم يحسم فيها الفائزين في الجولة الأولى.
وفي مساء يوم السبت 1 ديسمبر 2018 وبعد أغلاق صناديق الأقتراع وفرز الأصوات تم الأعلان نتائج الفائزين في هذه الجولة. 
وشهدت تركيبة المجلس وفقاً لنتائج الانتخابات تغيراً كبيراً في الأعضاء حيث خسر أعضاء المجلس السابق الذين ترشحوا للأنتخابات بأستثناء ثلاثة وهم عادل العسومي وعيسى الكوهجي وغازي آل رحمة وكما فاز بعضوية المجلس 33 عضو جديد أضافة إلى عودة نائبين سابقين من مجلس 2002 وهم عبدالنبي سلمان ويوسف زينل وكذالك عودة نائبين سابقين من مجلس 2010 وهم علي زايد وعيسى القاضي

## أعضاء مجلس النواب
| أسم العضو                     | الدائرة الإنتخابية | المحافظة |
| ----------------------------- | ------------------ | -------- |
| عادل عبدالرحمن العسومي        | الأولى             | العاصمة  |
| سوسن محمد كمال                | الثانية            | العاصمة  |
| ممدوح عباس الصالح             | الثالثة            | العاصمة  |
| عمار أحمد البناي              | الرابعة            | العاصمة  |
| أحمد صباح السلوم              | الخامسة            | العاصمة  |
| معصومة حسن عبدالرحيم          | السادسة            | العاصمة  |
| زينب عبدالأمير خليل           | السابعة            | العاصمة  |
| فاضل عباس السواد              | الثامنة            | العاصمة  |
| عمار حسين عباس                | التاسعة            | العاصمة  |
| علي محمد أسحاقي               | العاشرة            | العاصمة  |
| حمد أحمد الكوهجي              | الأولى             | المحرق   |
| إبراهيم خالد النفيعي          | الثانية            | المحرق   |
| محمد عيسى العباسي             | الثالثة            | المحرق   |
| عيسى عبدالجبار الكوهجي        | الرابعة            | المحرق   |
| خالد صالح بوعنق               | الخامسة            | المحرق   |
| هشام أحمد العشيري             | السادسة            | المحرق   |
| عمار سامي قمبر                | السابعة            | المحرق   |
| يوسف أحمد الذوادي             | الثامنة            | المحرق   |
| كلثم عبدالكريم الحايكي        | الأولى             | الشمالية |
| فاطمة عباس قاسم               | الثانية            | الشمالية |
| عبدالله إبراهيم الدوسري       | الثالثة            | الشمالية |
| غازي فيصل آل رحمة             | الرابعة            | الشمالية |
| السيد فلاح هاشم فلاح          | الخامسة            | الشمالية |
| عبدالنبي سلمان أحمد           | السادسة            | الشمالية |
| أحمد يوسف الدمستاني           | السابعة            | الشمالية |
| الدكتور عبدالله خليفة الذوادي | الثامنة            | الشمالية |
| يوسف زين العابدين زينل        | التاسعة            | الشمالية |
| باسم سلمان المالكي            | العاشرة            | الشمالية |
| محمد خليفة بوحمود             | الحادي عشر         | الشمالية |
| محمود مكي البحراني            | الثاني عشر         | الشمالية |
| أحمد محمد العامر              | الأولى             | الجنوبية |
| عيسى علي القاضي               | الثانية            | الجنوبية |
| أحمد يوسف الأنصاري            | الثالثة            | الجنوبية |
| علي أحمد زايد                 | الرابعة            | الجنوبية |
| فوزية عبدالله زينل            | الخامسة            | الجنوبية |
| عبدالرزاق عبدالله حطاب        | السادسة            | الجنوبية |
| الدكتور علي ماجد النعيمي      | السابعة            | الجنوبية |
| محمد إبراهيم السيسي البوعينين | الثامنة            | الجنوبية |
| بدر سعود الدوسري              | التاسعة            | الجنوبية |
| عيسى يوسف الدوسري             | العاشرة            | الجنوبية |

## الجلسة الأولى
عقدت الجلسة الأولى مساء يوم الأربعاء 12 ديسمبر 2018 وذالك بعد أن تفضل صاحب الجلالة الملك حمد بن عيسى آل خليفة ملك مملكة البحرين عصر نفس اليوم بأفتتاح دور الأنعقاد الأول من الفصل التشريعي الخامس لمجلسي الشورى والنواب ، وترأس الجلسة في البداية يوسف زينل بصفته أكبر أعضاء المجلس سناً وذالك لحين أنتخاب الرئيس.
وخلال الجلسة تم تلاوة الأمر الملكي بدعوة مجلسي النواب والشورى للأنعقاد والأمر الملكي بتعين صاحب السمو الملكي الأمير خليفة بن سلمان آل خليفة رئيساً لمجلس الوزراء وتكليفه بترشيح أعضاء الحكومة والمرسوم الملكي بتشكيل الحكومة. 
وكما أدى أعضاء المجلس اليمين الدستورية خلال الجلسة، وكما أنتخب المجلس فوزية عبدالله زينل رئيسة لمجلس النواب بعد حصولها على 25 صوت مقابل 13 صوت لعادل عبدالرحمان العسومي وصوتين لعيسى عبدالجبار الكوهجي.
وخلال الجلسة أنتخب المجلس عبدالنبي سلمان أحمد نائباً أول لرئيس لمجلس النواب بعد حصوله في جولة الإعادة على 24 صوتاً مقابل 16 صوتاً لأحمد صباح السلوم وكان قد شهدت الجولة الأولى حصول أحمد صباح السلوم على 18 صوتاً وعبدالنبي سلمان أحمد على 13 صوتاً وغازي فيصل آل رحمة على 6 أصوات وفاضل عباس السواد على 3 أصوات حيث لم تتحقق الأغلبية المطلقة للأصوات خلال الجولة الأولى حيث تم إعادة الانتخاب بين أحمد السلوم وعبدالنبي سلمان ، وكما زكى المجلس علي أحمد زايد نائباً ثانياً لرئيس لمجلس النواب. 

## أدوار الانعقاد
شهد مجلس النواب البحريني 2018 أربعة أدوار أنعقاد عادية  

### قائمة أدوار انعقاد مجلس النواب البحريني 2018
| دور الانعقاد        | بداية الفترة   | نهاية الفترة |
| ------------------- | -------------- | ------------ |
| دور الانعقاد الأول  | 12 ديسمبر 2018 | 14 مايو 2019 |
| دور الانعقاد الثاني | 13 أكتوبر 2019 | 18 مايو 2020 |
| دور الانعقاد الثالث | 11 أكتوبر 2020 | 10 مايو 2021 |
| دور الانعقاد الرابع | 10 أكتوبر 2021 | 9 مايو 2022  |